# Bartolomé Tomás Coromina
Bartolomé Tomás Coromina Subirá (Barcelona, 1808-Madrid, 1867) fue el grabador que hizo el primer sello postal español, emitido en 1850, que muestra el perfil de la reina Isabel II e impreso por proceso litográfico.

## Biografía
Natural de Barcelona, fue discípulo en su ciudad natal de las clases que se impartían en la casa lonja. Con apenas 17 años, ganó un premio en aquella escuela. Se mudó a Madrid, donde estudió bajo la dirección de Mariano González de Sepúlveda, con el que luego trabajaría. En el concurso de premios celebrado por la Real Academia de San Fernando de 1832, conquistó el extraordinario por el grabado de medallas.
El 26 de mayo de 1844, fue nombrado individuo de mérito de dicha corporación matritense, y más tarde sería profesor de sus estudios. Se desempeñó en esa plaza hasta el mes de septiembre de 1864, momento en que pasó a la Fábrica Nacional del Sello para fungir como director facultativo.
Entre sus obras más notables, se cuentan una medalla proyectada para otorgar como premio en las exposiciones nacionales de bellas artes (1856) y otra destinada a conmemorar los triunfos de la guerra de África (1860).
Falleció en Madrid en 1867.